# Tjeresjovo
Tjeresjovo (bulgariska: Черешово) är ett distrikt i Bulgarien.   Det ligger i kommunen Obsjtina Belitsa och regionen Blagoevgrad, i den sydvästra delen av landet, 90 km söder om huvudstaden Sofia.
I omgivningarna runt Tjeresjovo växer i huvudsak barrskog. Runt Tjeresjovo är det ganska glesbefolkat, med 36 invånare per kvadratkilometer.